# Blackburn Roc
Блекбёрн Рок (англ. Blackburn Roc) — британский палубный истребитель времён Второй мировой войны. Назван по имени мифической птицы Рух.

## История создания
В 1934 году Министерство авиации Великобритании разработало техническое задание на создание двухместного палубного многоцелевого самолета с вооружением расположенным на поворотной турели. Самолет должен был представлять собой моноплан цельнометаллической конструкции с убирающимся шасси и закрытой кабиной экипажа..
В конкурсе на создание нового самолета приняли участие пять авиастроительных фирм. Победителем был объявлен проект компании Blackburn Aircraft Company. Представленный фирмой проект был доработанной версией пикирующего бомбардировщика Blackburn Squa. Теоретически проект выглядел идеально, так как требовались минимальные переделки. Хотя планер Squa удалось облегчить за счет снятия части стрелкового и бомбардировочного оборудования, но эта экономия веса была перекрыта установкой стрелковой башни с четырьмя пулеметами. Самолет в итоге потяжелел на 200 кг.
Увеличение веса самолета и возросшее аэродинамическое сопротивление от турельного экрана, при сохранении штатного двигателя, привело к снижению скорости самолета. Тем не менее Министерство авиации заказало 136 истребителей. Истребителю присвоили название "Blackburn B-25 Roc ". Производство самолета было организовано на заводе фирмы Boulton Paul.
Размещение серийного заказа произошло до первого полета прототипа 23 декабря 1938 года. Результаты проведенных испытаний оказались неудовлетворительными. Невысокая максимальная скорость истребителя была ниже скоростей немецких бомбардировщиков Второй Мировой войны. На самолете установили увеличенный пропеллер и внесли другие изменения, но все это не привело к улучшению летных характеристик.
Несмотря на отрицательные отзывы о новом самолете от командования ВМС, Министерство авиации решило, что прерывать производство будет сложнее, чем продолжить. Остановка производства создавало слишком много проблем для авиационного завода фирмы Boulton Paul. Заказ был почти полностью выполнен было собрано 133 серийных самолета.
Еще на этапе проектирования самолета было разработана концепция оснащения их поплавками и создания истребительной эскадрильи в составе гидросамолётов. Четыре серийных экземпляра самолета были поставлены на поплавки от торпедоносца Blackburn Shark. С конца 1939 года они проходили испытания в Морском Авиационном Испытательном Центре (Marine Aircraft Esteblishment - MAEE) в Эленсбурге. Проведенная программа испытаний  показала бесперспективность дальнейших работ над эти вариантом, и все самолеты снова установили на колесное шасси.

## Эксплуатация
Истребители Blackburn Roc, с апреля 1939 года стали поступать в строевые части, которые были укомплектованы пикирующими бомбардировщиками  Blackburn Squa. Стандартную численность эскадрилий определили как шесть Squa и три Roc, и с конца 1939 года отрабатывалась тактика совместного применение пикировщиков и турельных истребителей. Когда одна из эскадрилий была вынуждена передислоцироваться, самолеты Roc были оставлены и их пулеметы использовались для ПВО базы Скала-Флоу на Окрнейских островах.
В апреле-мае 1940 года, во время компании в Норвегии, самолеты использовались как палубные истребители, базирующиеся на авианосце "Ark Royal ". Blackburn B-25 Roc показали полную неэффективность в роли перехватчиков самолетов противника. Командование флота решило избавиться от этих самолетов, окончательно списав их на берег. Подобная ситуация проявилась во время патрулирования этими самолетами британского побережья и Ла-Манша, во время эвакуации войск союзников из Франции.
Во второй половине 1940 года истребители "Blackburn Roc" начали переводить во вторую линию, выводя их из целевого назначения. Некоторые самолеты использовали как наземные зенитные установки. Несколько самолетов Roc были переоборудованы в буксировщик мишеней. На самолет, вместо турели, установили механизм с лебедкой, что позволило поднимать мишень на высоту 3050 метров. Такие буксировщики использовались школой артиллеристов-зенитчиков.
Самолет "Blackburn B-25 Roc" был типичным примером самолета, который был разработан на основе непродуманной и не проверенной на практике концепции. Активное использование истребителя по своему прямому назначению завершилась в 1941 году. К 1944 году все самолеты этого типа были списаны и окончательно утилизированы.

## Тактико-технические характеристики
Приведённые ниже характеристики соответствуют модификации Mk.I:
Источник данных: "Уголок неба"

Технические характеристики
- Экипаж: 2 пилот и штурман
- Длина: 10,85 м
- Размах крыла: 14,02 м
- Высота: 3,68 м
- Площадь крыла: 28,8 м²
- Масса пустого: 2 778 кг
- Нормальная взлётная масса: 3 606 кг
- Силовая установка: 1 × воздушный Bristol Perseus XII
- Мощность двигателей: 1 × 890 л.с. (1 × 664 кВт)

Лётные характеристики
- Максимальная скорость: 359 км/ч
- Крейсерская скорость: 217 км/ч
- Практическая дальность: 1 304 км
- Практический потолок: 5 485 м
- Скороподъёмность: 7,6 м/с
- Нагрузка на крыло: 125 кг/м²
- Тяговооружённость: 180 Вт/кг

Вооружение
- Стрелково-пушечное: 4 × 7,7 мм пулемёта Browning в верхнефюзеляжной башне с электроприводом
- Бомбы: 8 × 14 кг под крылом